# SelgasCano
SelgasCano è uno studio associato di architettura guidato da José Selgas e Lucía Cano. Entrambi spagnoli, tra i loro lavori in Spagna è da citare l'Auditorium e Centro Congressi di Plasencia. Nel 2015, lo studio ha progettato il 15º Serpentine Pavilion a Londra.

## Approfondimenti
- Selgascano 2003-2013. Shambling nature, in El Croquis, Vol. 171, 2014, ISBN 978-84-88386-79-3, ISSN 0212-5633 (WC · ACNP).